# 第22屆金馬獎
第22屆金馬獎，由中華民國官方舉辦的國產電影評選活動，為1985年台灣與華語電影業界的年度盛事之一，於高雄市中正文化中心舉行頒獎典禮。本屆由《我這樣過了一生》獲得最佳劇情片獎。

## 簡介
第22屆金馬獎，臺灣新電影潮流依然略佔上風。去年封后的楊惠姍，今年以《我這樣過了一生》連莊影后，寫下金馬紀錄。片中懷孕戲，楊惠姍刻意增胖犧牲。張毅編導全才，除獲最佳導演外，與妻子蕭颯同獲改編劇本獎。
《等待黎明》周潤發、萬梓良雙獲提名，最後周潤發勝出稱帝，同時擊敗編、導、演全才之侯孝賢。二年後，周潤發再掄影帝，平秦祥林三年內兩座影帝之紀錄。台灣男演員陳博正以《超級市民》奪下金馬男配角帝，唐如韞則以《童年往事》贏得女配角；編劇獎、攝影獎由新電影成員侯孝賢、張毅、陳坤厚等人獲得。
本屆的一批新銳評審將報名「最佳紀錄片」的政令宣導片、風景片、報導片等一律除名，創下了金馬獎紀錄片單項在入圍階段就全部從缺的紀錄，但也從此奠定紀錄片在國內應有的高度。

## 入圍暨得獎名單
下列之標記為該獎項之得獎者。
壹、影片獎項

### 最佳紀錄片
貳、個人獎項

## 多項提名及得獎

### 多項提名
下列11部電影獲得多項提名。
| 提名數量 | 電影名稱           | 提名獎項                                                                             |
| -------- | ------------------ | ------------------------------------------------------------------------------------ |
| 7        | 《結婚》           | 最佳劇情片、最佳導演、最佳改編劇本、最佳攝影、最佳剪輯、最佳原著音樂、最佳錄音       |
| 6        | 《我這樣過了一生》 | 最佳劇情片、最佳導演、最佳女主角、最佳改編劇本、最佳攝影、最佳美術設計、最佳服裝設計 |
| 6        | 《童年往事》       | 最佳劇情片、最佳導演、最佳女配角、最佳原著劇本、最佳原著音樂、最佳錄音               |
| 4        | 《超級市民》       | 最佳男配角、最佳原著音樂、最佳電影插曲、最佳錄音                                     |
| 4        | 《策馬入林》       | 最佳劇情片、最佳女主角、最佳美術設計、最佳服裝設計                                   |
| 3        | 《又見冤家》       | 最佳男配角、最佳女配角、最佳原著劇本                                                 |
| 3        | 《等待黎明》       | 最佳劇情片、最佳男主角、最佳男主角                                                   |
| 3        | 《國四英雄傳》     | 最佳劇情片、最佳剪輯、最佳改編音樂                                                   |
| 2        | 《唐朝綺麗男》     | 最佳美術設計、最佳服裝設計                                                           |
| 2        | 《青梅竹馬》       | 最佳男主角、最佳攝影                                                                 |
| 2        | 《NG慢半拍》       | 最佳攝影、最佳剪輯                                                                   |

### 得獎統計
其中5部電影獲得多項獎項（僅計入正式競賽獎項）。
| 得獎數量 | 電影名稱           | 得獎獎項                                       |
| -------- | ------------------ | ---------------------------------------------- |
| 4        | 《我這樣過了一生》 | 最佳劇情片、最佳導演、最佳女主角、最佳改編劇本 |
| 3        | 《超級市民》       | 最佳男配角、最佳電影插曲、最佳錄音             |
| 2        | 《結婚》           | 最佳攝影、最佳原著音樂                         |
| 2        | 《童年往事》       | 最佳女配角、最佳原著劇本                       |
| 2        | 《策馬入林》       | 最佳美術設計、最佳服裝設計                     |
| 1        | 《等待黎明》       | 最佳男主角                                     |
| 1        | 《國四英雄傳》     | 最佳改編音樂                                   |
| 1        | 《NG慢半拍》       | 最佳剪輯                                       |

## 外部連結
- 第22屆金馬獎名單 （页面存档备份，存于）（繁體中文）
- 國家電影中心圖書館館-第二十二屆金馬獎頒獎典禮
- 時光網-第22届台湾电影金马奖 （页面存档备份，存于）